# Anna Kukawska
Anna Kukawska (ur. 18 czerwca 1983 w Krakowie) – polska aktorka i wokalistka.

## Informacje
Aktorka i wokalistka. Gra na scenie, śpiewa, ma na swoim koncie prowadzenie wielu imprez kulturalnych, a także udział w reklamach i programach telewizyjnych.

## Nagrody
W 2011 roku w Gdyni była laureatką "Bursztynowego Mikrofonu" na Festiwalu Piosenki.

## Filmografia
| Filmy |               |            |                |
| Rok   | Tytuł         | Rola       | Uwagi          |
| 2006  | Spotkanie     |            | etiuda szkolna |
| 2008  | Wichry Kołymy | więźniarka |                |

| Produkcje telewizyjne |                                           |                                        |                                                                             |
| Rok                   | Tytuł                                     | Rola                                   | Uwagi                                                                       |
| 2005                  | Szanse finanse                            | modelka na castingu                    | serial telewizyjny, odcinek: 7, niewymieniona w napisach                    |
| 2005                  | Sąsiedzi                                  | asystentka magika                      | serial telewizyjny, odcinek: 61, niewymieniona w napisach                   |
| 2007                  | Detektywi                                 | kelnerka Marta                         | serial telewizyjny, w odcinku: „Bistro con amore”, niewymieniona w napisach |
| 2014                  | Na Wspólnej                               | Hania Blister                          | serial telewizyjny, odcinki: 2065, 2068, 2077, 2084                         |
| od 2015               | Policjantki i policjanci                  | starszy sierżant Emilia Drawska-Zapała | serial telewizyjny, odcinki: od 41, jedna z głównych ról                    |
| 2015                  | Wierna jak pies. Policjantki i policjanci | starszy sierżant Emilia Drawska        | film telewizyjny                                                            |
| 2018                  | Rotmistrz Pilecki - Przywrócenie pamięci  | Maria Pilecka                          | serial dokumentalny                                                         |
| 2019                  | Zakochani po uszy                         | właścicielka królika                   | serial telewizyjny, odcinek: 28                                             |
| 2021                  | Święty                                    | starszy sierżant Emilia Drawska-Zapała | serial telewizyjny, odcinek: 137                                            |

## Spektakle teatralne
| Spektakle teatralne |                       |                |                                                  |                                                          |
| Rok                 | Tytuł                 | Rola           | Teatr                                            | Uwagi                                                    |
| 2003                | Dziady. Gustaw-Konrad |                | Teatr im. J. Słowackiego w Krakowie              | reż. Maciej Sobociński                                   |
| 2004                | Kaligula              |                | Teatr im. J. Słowackiego w Krakowie              | reż. Agata Duda-Gracz                                    |
| 2005                | Życie Pana Moliera    | Armanda Bejart | Scena Moliere Kraków                             | reż. Marek Litewka                                       |
| 2007                | Ragtime               |                | Teatr Muzyczny w Gliwicach                       | musical, reż. Maria Sartova                              |
| 2008                | Dance with me!        | Lisa           | Teatr Muzyczny w Gliwicach                       | spektakl muzyczny, reż. Ewa Witomska, Stanisław Witomski |
| 2012                | Kobiety kontratakują  |                | Teatr Lalki Maski i Aktora „Groteska” w Krakowie | spektakl muzyczny, reż. Adolf Weltschek                  |
| 2013                | Symulacja             |                | Teatr Plejada w Krakowie                         | farsa                                                    |